# 渦森台

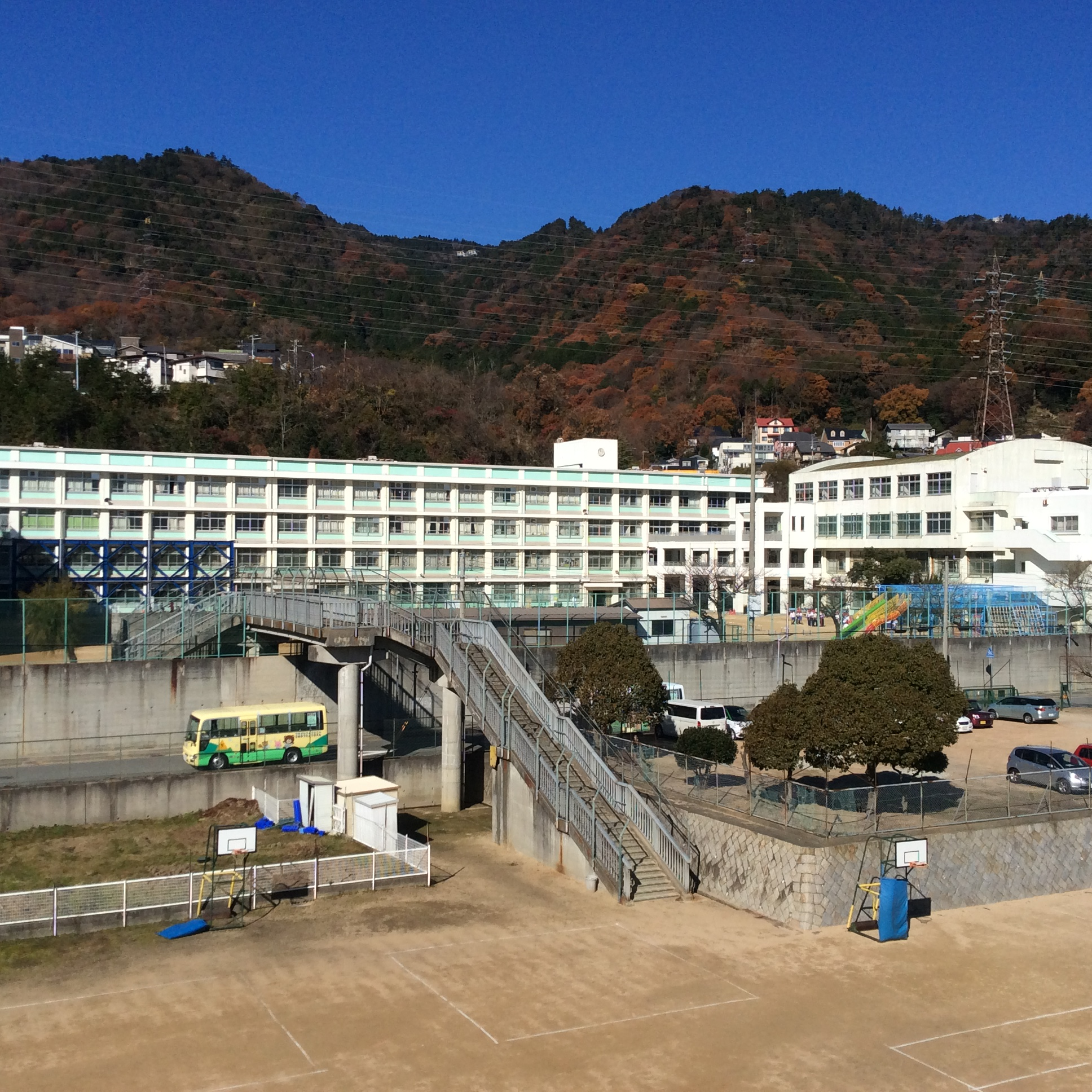
神戸市立渦が森小学校（一丁目）

渦森台（うずもりだい）は、神戸市東灘区の町名。現行行政地名は渦森台一丁目から渦森台四丁目。平成17年国勢調査（2005年10月1日現在）における世帯数は2,368、人口6,261で内男性2,892人・女性3,369人。郵便番号658-0066。

## 地理
東から南東にかけては住吉山手と、南は鴨子ケ原と、石屋川の支流新田川を挟んで北西側は灘区の旧・高羽村域の山林である高羽と、同じく西は桜ケ丘町と、同じく南西側で僅かに土山町と、北から北東にかけては同じく灘区の六甲山町西谷山（元は東灘区にある住吉学園所有林だった場所）と、それぞれ隣接する。

## 歴史

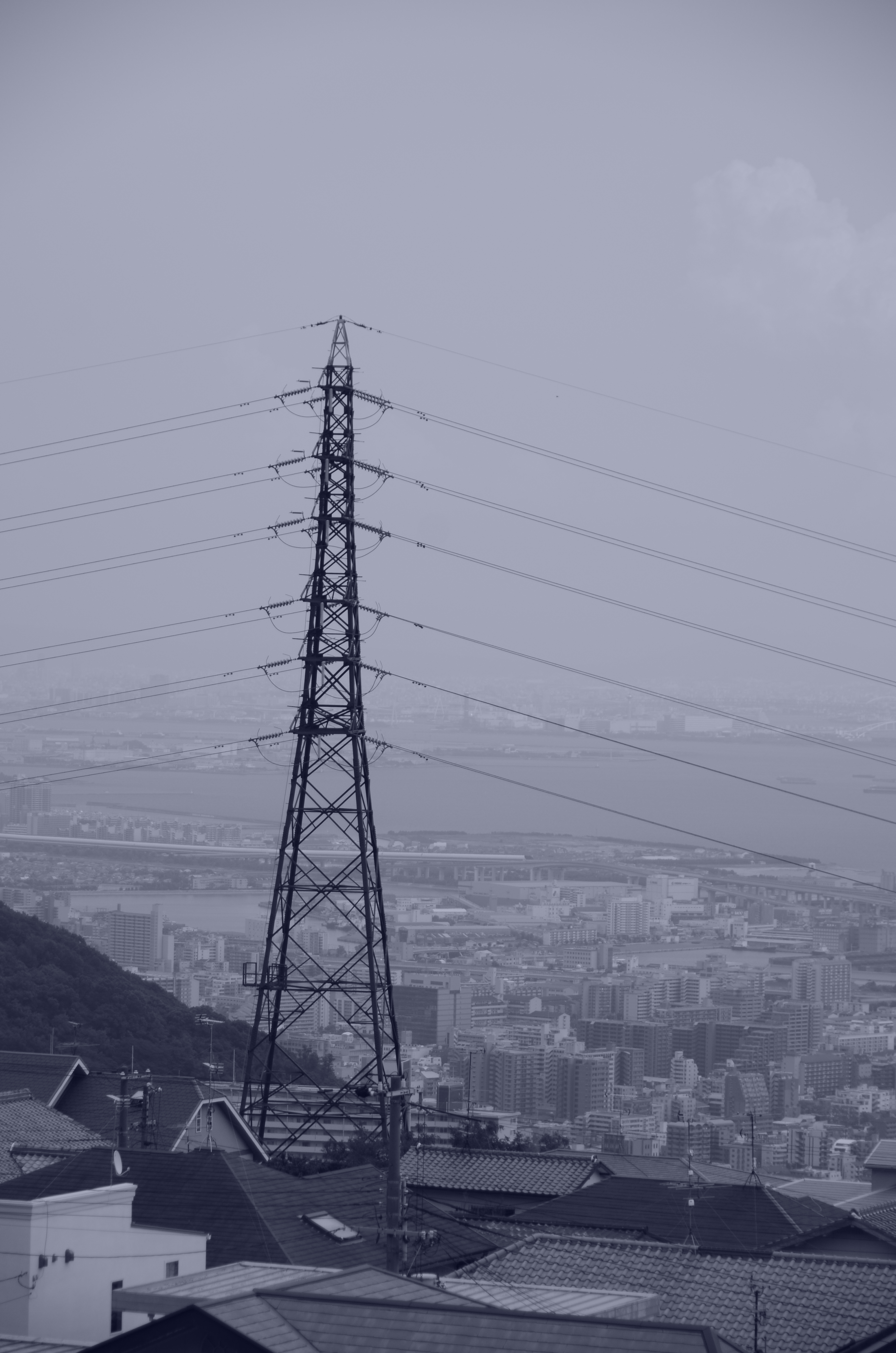
渦森台からの眺望

昭和36年度（1961年）から昭和43年度（1969年3月まで）にかけて旧・住吉村域内（住吉地区）にある渦ヶ森（うずがもり）と呼ばれる標高362.2mの山から造成された。ここから運び出された1480万
m3の土砂は住吉川川底に作られたダンプ専用道（現・清流の道）を使って、東部第三工区（魚崎浜町）の埋め立てに使用された。元・住吉町渦森・西谷山・赤塚山の各一部が1971年（昭和46年）に渦森台1～4丁目となった。1980年（昭和55年）に鴨子ケ原に一部が編入されている。

### 由来
渦ヶ森の由来は諸説ある。『神戸ゴルフ倶楽部九十年誌』には「ちょうど六甲の西の谷から吹きおろす風と、東の住吉谷から吹く風が、ここで渦を巻くので渦ヶ森という名がついた」とある。また、芝晃は「東の西谷山に滝壷があって渦巻いている所」と推断している。古くは、秦氏が朝廷から与えられた太秦の事で秦氏の居住地だったことによるとか、渡来人と倭人の融合した「うずわ」という氏族がいた森だからとか、神が集まる祭祀遺跡アツモリ神といった説があるが、『新 神戸の町名』（神戸史学会）ではこれらをいずれも牽強付会としている。

## 施設
- 神戸市立渦が森小学校（一丁目）
- 学校法人茅渟の浦学園 渦が森幼稚園（一丁目）
- 本住吉神社奥宮（四丁目）
- 渦森展望台公園（四丁目）
- 神戸市立渦森台保育所[2]（一丁目）
- 西隣の灘区の新神戸変電所に繋がる超高圧送電線・鉄塔が一系統東西に貫き、また多くは灘区内だが西部を南北に沿って複数系統が存在する。